# Gradi dell'Armata popolare jugoslava
Il sistema delle Forze armate della Repubblica Socialista Federale di Jugoslavia era costituito dall'Armata Popolare, dalla Difesa territoriale, dall'Unione degli ufficiali militari di riserva e da altre organizzazioni designate dal Segretario federale per la difesa nazionale, dalle strutture di difesa nazionale e di autodifesa sociale, dalle milizie al quale un cittadino poteva ricevere un incarico di guerra.
I gradi indicavano il livello di anzianità tra soldati, marinai, cadetti delle scuole militari, ufficiali inferiori e superiori, generali che, come soldati, marinai, cadetti delle scuole militari, personale militare attivo, riservisti, civili in servizio nella le forze armate e altri membri delle forze armate costituivano il sistema delle forze armate della Repubblica Socialista Federale di Jugoslavia.
Per il personale della riserva il grado veniva preceduto dal prefisso (rez.), che indicava che in quel momento il militare non era attivo. Nell'uso colloquiale c'era una differenza tra i primi quattro gradi di ufficiale e i successivi tre, ma non si può parlare di gradi di ufficiale inferiori e di gradi di ufficiale superiore, perché sono tutti ufficiali. Non c'era alcuna distinzione formale tra loro. Si sa sempre, chi è più anziano di grado è il superiore, chi è più giovane di grado è il subordinato

## Gradi
Questa tabella mostra la struttura dei gradi in uso presso l'Armata popolare iugoslava tra il 1945 e il 1991/1992 prima della dissoluzione della Iugoslavia.
| Comandante supremo delle forze armate SFRJ | Maresciallo di Jugoslavia1 (maršal Jugoslavije)          | Maresciallo di Jugoslavia1 (maršal Jugoslavije)          | Maresciallo di Jugoslavia1 (maršal Jugoslavije)          |
| Vice comandante supremo delle forze armate SFRJ | generale2 (general)                                      | generale2 (general)                                      | generale2 (general)                                      |
| Ufficiali supremi o Ufficiali generali | generale d'armata (general armije)                       | generale d'armata (general armije)                       | ammiraglio della flotta (admiral flote)                  |
| Ufficiali supremi o Ufficiali generali | colonnello generale (general-pukovnik)                   | colonnello generale (general-pukovnik)                   | ammiraglio (admiral)                                     |
| Ufficiali supremi o Ufficiali generali | tenente colonnello generale (general-potpukovnik)        | tenente colonnello generale (general-potpukovnik)        | viceammiraglio (viceadmiral)                             |
| Ufficiali supremi o Ufficiali generali | maggior generale (general-major)                         | maggior generale (general-major)                         | contrammiraglio (kontraadmiral)                          |
| Ufficiali superiori | colonnello (pukovnik)                                    | colonnello (pukovnik)                                    | capitano di vascello (kapetan bojnog broda)              |
| Ufficiali superiori | tenente colonnello (potpukovnik)                         | tenente colonnello (potpukovnik)                         | capitano di fregata (kapetan fregate)                    |
| Ufficiali superiori | maggiore (major)                                         | maggiore (major)                                         | capitano di corvetta (kapetan korvete)                   |
| Ufficiali inferiori | capitano di 1ª classe (kapetan 1. klase)                 | capitano di 1ª classe (kapetan 1. klase)                 | tenente di vascello (poručnik bojnog broda)              |
| Ufficiali inferiori | capitano (kapetan)                                       | capitano (kapetan)                                       | tenente di fregata (poručnik fregate)                    |
| Ufficiali inferiori | tenente (poručnik)                                       | tenente d'aviazione (poručnik)                           | tenente di corvetta (poručnik korvete)                   |
| Ufficiali inferiori | sottotenente (potporučnik)                               | sottotenente (potporučnik)                               | sottotenente (potporučnik)                               |
| Sottufficiali superiori | alfiere di 1ª classe (zastavnik 1. klase)                | alfiere di 1ª classe (zastavnik 1. klase)                | alfiere di 1ª classe (zastavnik 1. klase)                |
| Sottufficiali superiori | alfiere (zastavnik)                                      | alfiere (zastavnik)                                      | alfiere (zastavnik)                                      |
| sottufficiali subalterni | Sergente maggiore di 1ª classe (stariji vodnik 1. klase) | Sergente maggiore di 1ª classe (stariji vodnik 1. klase) | Sergente maggiore di 1ª classe (stariji vodnik 1. klase) |
| sottufficiali subalterni | Sergente maggiore (stariji vodnik)                       | Sergente maggiore (stariji vodnik)                       | Sergente maggiore (stariji vodnik)                       |
| sottufficiali subalterni | Sergente di 1ª classe (vodnik 1. klase)                  | Sergente di 1ª classe (vodnik 1. klase)                  | Sergente di 1ª classe (vodnik 1. klase)                  |
| sottufficiali subalterni | Sergente (vodnik)                                        | Sergente (vodnik)                                        | Sergente (vodnik)                                        |
| Truppa | Vice sergente (mlađi vodnik)                             | Vice sergente d'aviazione (mlađi vodnik)                 | Vice sergente (mlađi vodnik )                            |
| Truppa | capodecina (desetar)                                     | capodecina (desetar)                                     | capodecina (desetar)                                     |
| Truppa | Vice caporale (razvodnik)                                | Vice caporale (razvodnik)                                | Vice caporale (razvodnik)                                |
| Truppa | soldato (vojnik)                                         | aviere (vojnik)                                          | marinaio (mornar)                                        |
| 1Quello di maresciallo di Iugoslavia - "maršal Jugoslavije", fu il titolo onorario del comandante supremo delle forze armate e non un grado militare. Il primo e unico insignito è stato Josip Broz Tito, che (accanto al titolo di "maresciallo" e "comandante supremo") manteneva anche la funzione permanente di presidente della Repubblica Socialista Federale di Iugoslavia e di capo della Lega dei Comunisti di Jugoslavia. 2 generale: grado istituito nel 1955 e abolito nel 1974; Ivan Gošnjak, mentre prestava servizio come Segretario federale della difesa popolare della Repubblica Socialista Federale di Jugoslavia col grado di generale d'armata (a 4 stelle), venne considerato per la promozione ma nessun ufficiale oltre a Tito è mai stato promosso a questo grado. |                                                          |                                                          |                                                          |

### Designazione dei membri della presidenza della RSFJ
| Uniforme militare | Presidenza della RSFJ |
| Istituzione       | 5 ottobre 1988        |
| Abrogazione       | 20 maggio 1992        |

## Distintivi

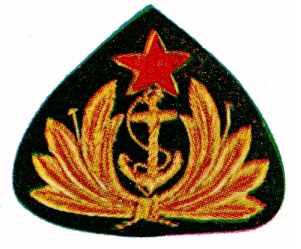
Fregio per berretto da ufficiale della JRM
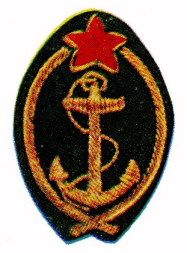
Fregio per berretto da sottufficiale della JRM
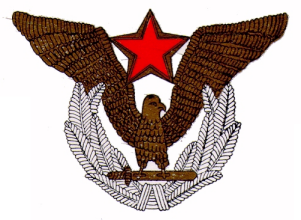
Fregio per bustina della RViPVO JNA
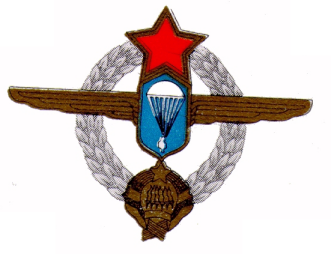
Distintivo paracadutista della JNA
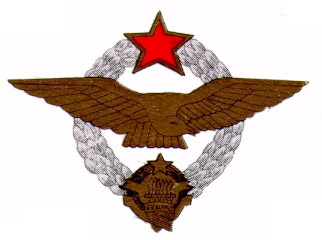
Distintivo di pilota della JNA
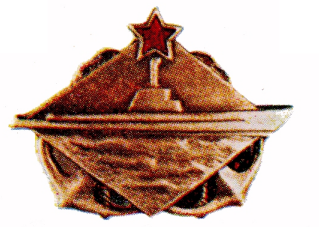
Distintivo sommergibilista della JRM